# Język bambam
Język bambam (Basa Bambam), także pitu ulunna salu – język austronezyjski używany w prowincji Celebes Zachodni w Indonezji. Według danych z 1987 roku posługuje się nim 22 tys. osób. Obszar języka bambam obejmuje wnętrze prowincji, a dokładniej rejon zlewiska Maloso i Mapili. 
Tworzy złożony zespół odmian dialektalnych. Na podstawie leksykostatystyki wyróżniono osiem dialektów: bambam hulu (bambang hulu), salu mokanam, bumal, mehalaan, pattae’ (gulang), matangnga, issilita’, pakkau.
Według doniesień z 2010 i 2011 r. bambam pozostaje w powszechnym użyciu w praktycznie wszystkich sferach życia (z wyjątkiem niektórych sytuacji formalnych, edukacji i częściowo sfery religijnej). Bywa przyswajany przez osoby z zewnątrz.
Sporządzono opis jego gramatyki (1989). Jest zapisywany alfabetem łacińskim.